# FC Salzburg
FC Salzburg was een Oostenrijkse voetbalclub uit Taxham, een stadsdeel van Salzburg. De club bestond van 1968 tot 1996.

## Geschiedenis

### Oprichting en opmars
In de jaren zestig waren er in Taxham geen sportfaciliteiten totdat men de handen ineen sloeg en in 1967 werd een sportterrein verworden voor het toenmalige Inter Salzburg. Eén jaar later werd de club officieel opgericht met groen-witte clubkleuren onder de naam Union Edelweiß Taxham en sloot zich aan bij de Salzburger voetbalbond. In 1970/71 nam de club deel aan de Salzburger 3. Klasse Nord. Na drie seizoenen werd de club kampioen en promoveerde zo naar de 2. Klasse A. Datzelfde jaar werd het voetbalterrein uitgebouwd tot een groter sportcomplex. Na een tweede plaats mocht de club voor het tweede seizoen op rij promoveren. Ook in het volgende seizoen werd de club tweede maar promoveerde dit keer niet. In 1977 werd de club kampioen en promoveerde naar de Landesklasse (vierde klasse), die later werd omgedoopt in Salzburger Liga.
In 1978/79 volgde een nieuwe titel en nu promoveerde de club naar de Alpenliga. Hiermee werkte de club zich in een termijn van 9 jaar op van de laagste speelklasse tot de derde klasse. Het succes bleef niet duren en de club degradeerde voor de eerste maal en belandde terug in de Salzburger Liga. In 1982 werd de club daar opnieuw kampioen en promoveerde zo terug naar de derde klasse (inmiddels Regionalliga West).

### USV Salzburg
De club deed het vrij goed in de Regionalliga en behoorde nu tot de beste clubs van West-Oostenrijk. Daarom veranderde de club in de zomer van 1983 de naam in Unisportverein Salzburg. Naast voetbal was de club ook actief in turnen, tennis, oriëntatieloop, tafeltennis, fietsen, skiën en langlaufen. In 1984 werd de club kampioen, vóór Austria Lustenau en promoveerde voor het eerst naar de tweede klasse.
Door dit nieuwe succes wist de club zich op vijftien jaar op te werken van de laagste klasse tot de tweede klasse, een record wat tot op heden (2007) nog steeds geldt.
In het eerste seizoen werd de club tiende op 16 terwijl SAK 1914 de titel won. De competitie werd hierna geherstructureerd en USV kwam één punt te kort om het behoud te verzekeren en zakte weer naar de Regionalliga. Het volgend seizoen werd de club derde, achter SC Kufstein en WSG Wattens. In 1986/87 werd de club met elf punten voorsprong kampioen. De club trad onder de sponsornaam USV System-Standbau Salzburg aan en plaatste zich niet voor de play-offs om te promoveren.

### FC Salzburg
Na seizoen 1987/88 nam de voetbalafdeling van de club de naam FC Salzburg aan. De traditionele club Austria Salzburg, die financieel zwak was, wilde fuseren met de club. Eerder probeerde Austria al met SAK te fuseren in 1986 maar dat mislukte. Ook FC Salzburg wilde niet fuseren en was vastberaden om de nummer één van de stad te worden. Maar dan liep het fout voor de club en volgde een nieuwe degradatie. De afwezigheid in de tweede klasse werd tot één jaar beperkt. In het eerste seizoen eindigde de club in de middenmoot maar in 1991 volgde een nieuwe degradatie. Door spelers als Franz Aigner en Walter Schachner had de club op Tirol Innsbruck de beste aanvallende ploeg van de twee hoogste klassen, helaas had de club wel de slechtste verdediging wat in de degradatie resulteerde. Dat seizoen kwam Austria Salzburg opnieuw met een fusievoorstel, de nieuwe clubs zou FC Casino Salzburg moeten heetten maar ook nu werd het voorstel afgewezen. In de ÖFB Cup werd wel de kwartfinale bereikt waarin uiteindelijk van Rapid Wien verloren werd.

### Teloorgang en fusie met Austria
De volgende jaren eindigde de club in de middenmoot van de Regionalliga. In het seizoen 1995/96 werd de club zevende. Na dit seizoen fuseerde de club uiteindelijk met Austria. Ondanks het succes kon de club nooit de harten van de Salzburgenaren veroveren en stond inmiddels in de rode cijfers. Dit kwam ook omdat in 1995 de amateurafdeling van Austria Salzburg werd opgericht en zij geen eigen stadion hadden omdat het Austria-stadion enkel voor de profs was. Hierdoor fuseerden de amateurs van Austria met FC Salzburg. De amateurs promoveerden dat seizoen van de Salzburger Liga naar de Regionalliga en vonden met deze fusie een eigen stadion.
Er werd een officieuze opvolger voor FC opgericht, ASV Europark Taxham dat in de lagere klassen actief is.

## Bekende spelers
- Franz Aigner
- Hans-Peter Berger sen.
- Hans-Peter Berger jun.
- Josef Hrstic
- Peter Hrstic
- Joachim Moitzi
- Gerhard Perlak sen.
- Paul Perstling
- Hannes Reinmayr
- Walter Schachner

- Virtual International Authority File: 13151533716602772172